# Phycosoma nigromaculatum
Phycosoma nigromaculatum là một loài nhện trong họ Theridiidae.
Loài này thuộc chi Phycosoma. Phycosoma nigromaculatum được Hajime Yoshida miêu tả năm 1987.